# Notre-Dame-de-Lorette
Notre-Dame-de-Lorette är en kyrkobyggnad i Paris, belägen vid Rue de Châteaudun i Paris nionde arrondissement. 
Kyrkan, som började byggas 1823, ritades av Hippolyte Le Bas. Kyrkans namn syftar på Det heliga huset i Loreto. Frisen bär inskriptionen: BEATAE•MARIAE•VIRGINI•LAVRETANAE.

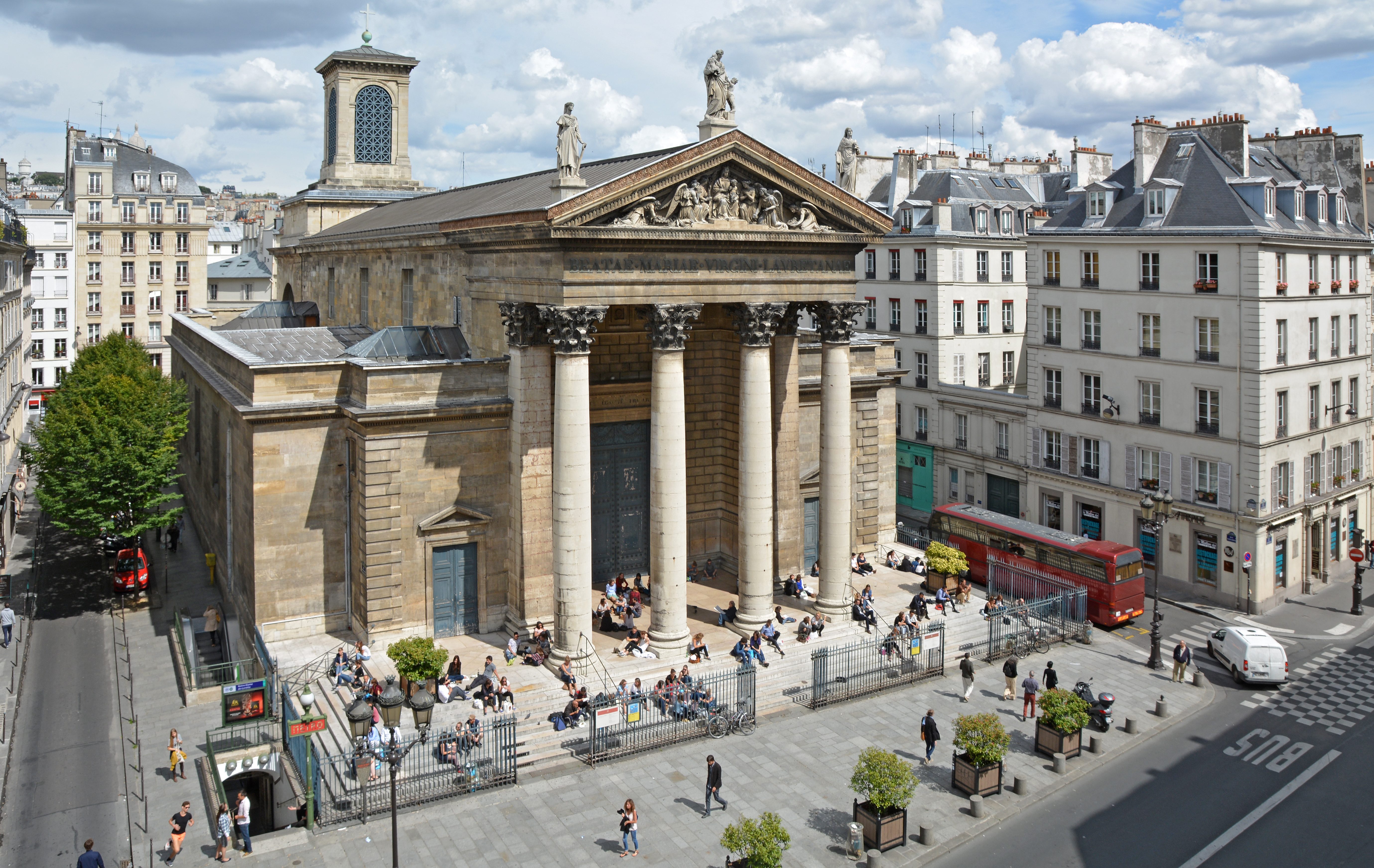
Exteriören vid Rue de Châteaudun.
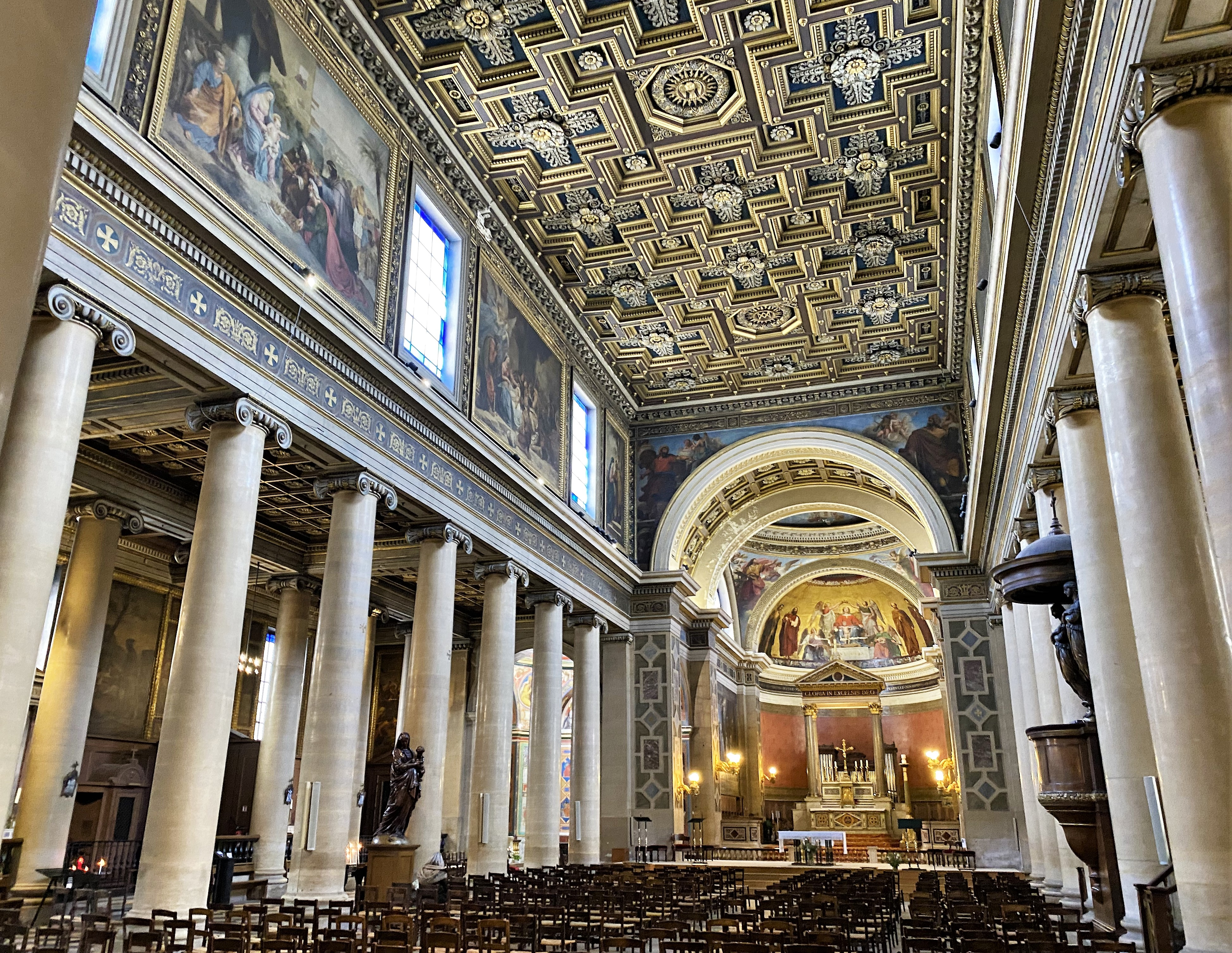
Interiören.